# آهن (II) فومارات
آهن(II) فومارات (به انگلیسی: Iron(II) fumarate) با فرمول شیمیایی C۴H۲FeO۴ یا فروس فومارات ترکیبی با شناسه پاب‌کم ۶۴۳۳۱۶۴ و جرم مولی آن ۱۶۹٫۹۰۱۲۸ g/mol به رنگ سرخ می‌باشد. این ترکیب به صورت خوراکی برای درمان فقر آهن نیز تجویز می‌شود.